# Böhmen

Böhmens vapen är numera identiskt med Tjeckiens lilla statsvapen.

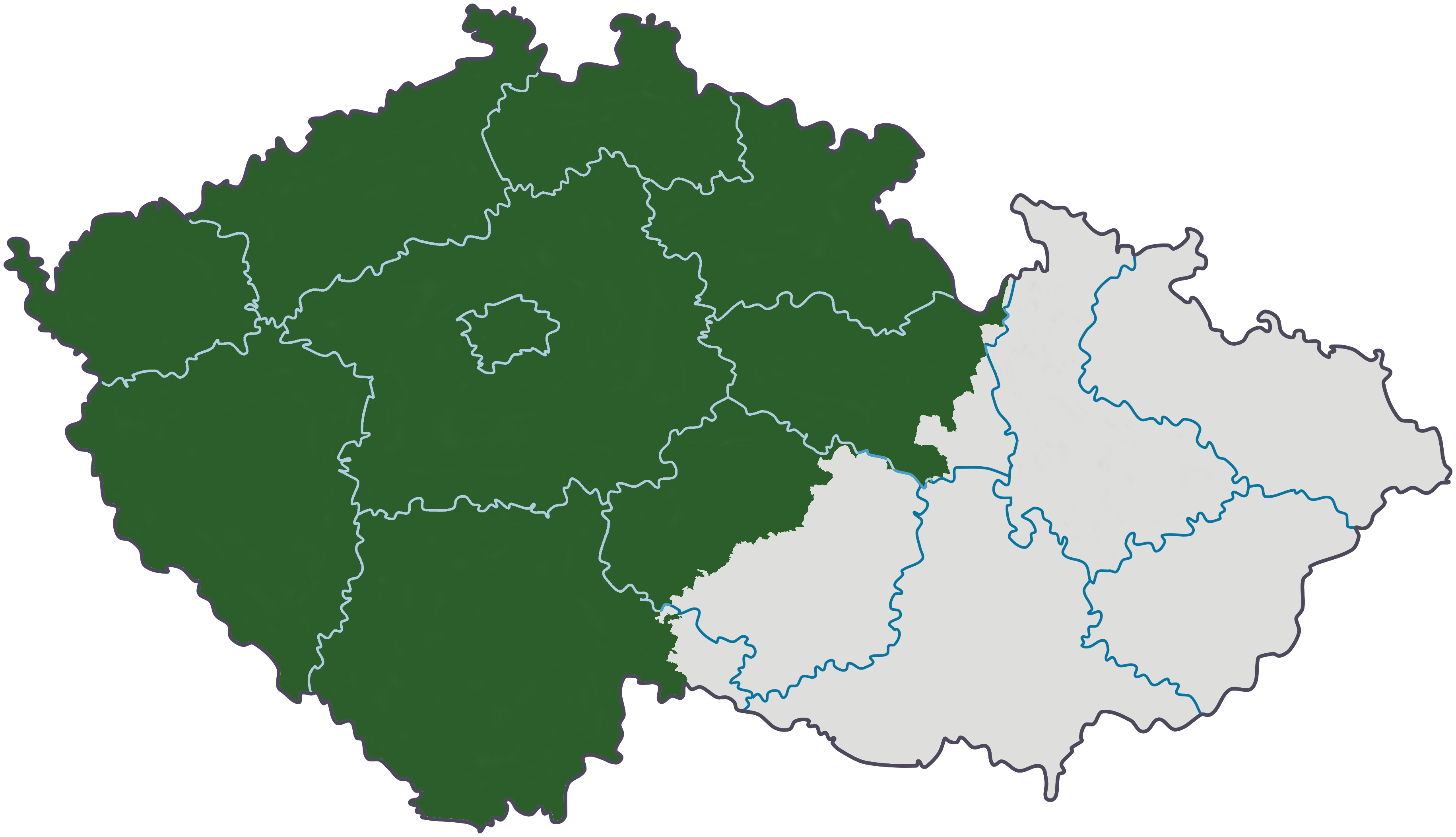
Böhmen i dagens Tjeckien

Böhmen (tjeckiska: Čechy, latin: Bohemia) är ett historiskt landskap och tidigare kungarike, nu i västra Tjeckien. Huvudstad i Böhmen, liksom i Tjeckien, är Prag. Böhmen blev ett kungarike 1198 och var en del av Tysk-romerska riket och senare Habsburgska riket. Efter dubbelmonarkin Österrike-Ungerns sammanbrott vid första världskrigets slut 1918  blev Böhmen en del av den nyupprättade staten Tjeckoslovakien.

## Historia
Böhmen har sitt namn av de keltiska bojerna, som skall ha bott i området före den germanska stammen markomannerna, som kom till området runt Kristi födelse. På 500-talet erövrades området av tjeckerna. Böhmen tillhörde på 600-talet den slaviske kungen Samos välde, och på 800-talet det Mähriska riket. När detta sönderföll gjorde sig Böhmen självständigt under Přemyslidernas ätt. Under 800-talet började kristendomen bli allmänt spridd i Böhmen. Under Boleslav II av Böhmen av Přemyslidernas ätt skedde grundandet av biskopsstiftet i Prag. Boleslavs son, Boleslav III av Böhmen (999–1002) råkade tidvis under polskt herravälde. Under de följande härskarna, särskilt Břetislav I, började en glanstid för Böhmen: ett framgångsrikt fälttåg företogs mot Polen, men försöket att frigöra sig från Tysk-romerska riket misslyckades. Břetislav I hade kort före sin död 1055 företagit en delning av sitt arv mellan sina söner. Tronföljden ledde dock till ständiga strider mellan olika medlemmar av ätten. Först i fördraget mellan de båda bröderna Ottokar I av Böhmen och Jindřich Břetislav 1197, varigenom den förre övertog styret i Böhmen, och den senare i Mähren, slutade dessa tronstrider. Ottokar I förvärvade av dåvarande tyske kejsaren Filip av Schwaben Böhmens ärftliga kungakrona 1198 och erhöll av Fredrik II, på vars sida han ställde sig i striden mellan påve och kejsarmakt, utvidgade privilegier 1212. Landets ekonomiska uppsving fortsatte under Ottokar I:s son Wenzel I av Böhmen (Václav) trots tatarernas infall i landet under Tsubotai 1241. Under Wenzels son Ottokar II av Böhmen nådde Böhmen stormaktsställning genom föreningen med Österrike och Steiermark, men genom slaget vid Dürnkrut 1278, där Ottokar besegrades av Rudolf av Habsburg, hejdades detta politiska uppsving.
Även med avseende på den materiella och andliga kulturen utmärktes tiden under Ottokar I, Wenzel och Ottokar II av stora framsteg. Landet började nu på allvar koloniseras med tyskar, i synnerhet i städerna och vid bergverken (Iglau, Deutsch-Brod, Kuttenberg), där den sachsiska bergsrätten vann insteg liksom Magdeburgs stadsrätt i de många tyska städerna. De stora skogarna utskiftades åt tyska kolonister. Tyskt språk och tyska seder vann insteg även vid hovet och på riddarborgarna, så att även borgar som byggdes av den slaviska adeln fick tyska namn (Rosenberg, Sternberg, Waldstein och så vidare). Främmande kapital drogs in i riket och skickliga yrkesmän befordrade dess handel och industri. Men dessa förmåner köptes dyrt med förlusten av landets nationella enhet. Tyskarna sammansmälte inte med den tjeckiska befolkningen utan bildade en stat i staten, och den inhemska riddarklassen såg redan snett på tyskarnas rikedomar och privilegier, även om de själva efterbildade deras seder. Detta kom att bli ödesdigert för Ottokar II i hans strid mot den tyske kungen Rudolf av Habsburg. Ottokar blev nämligen övergiven av den böhmiska adeln och tvingades avträda sina tyska besittningar. Före det avgörande slaget vid Dürnkrut uppmanade Ottokar polackerna att värna Böhmen som sitt eget utanverk, "en skyddande mur mot Tysklands omättliga äregirighet". Men kungens egen mähriska reserv svek honom på själva slagfältet, under det att hans gamla fiender ungrarna hade slutit sig till tyskarna.
Med Wenzel II:s efterträdare Wenzel III av Böhmen, som mördades 1306, utslocknade Přemyslidernas ätt på den böhmiska tronen.
Wenzel II:s dotter Elisabeth I var gift med Johan den blinde, kejsar Henrik VII:s son, och med honom kom den luxemburgska ätten på Böhmens tron. Johan själv förmådde inte skapa sig någon fastare ställning i Böhmen. Under hans tid på tronen förvärvades dock bland annat Schlesien. Johan den blinde följdes av sin son kung Karel I, sedermera tysk-romerske kejsaren Karl IV, som 1348 grundade Prag-universitetet. Under hans tid på tronen förvärvades även Mark Brandenburg, Lausitz och Oberpfalz under den böhmiska kronan, och bergsbruk, åkerbruk, handel och samfärdsel utvecklades. Karl gynnade också det tjeckiska språket. Han rekommenderade studier i tjeckiska åt tyska furstar i den gyllene bullan och befallde de tyska borgarna i Böhmens städer att lära sina barn språket. Även om detta inte åtlyddes medförde dock det kungliga skydd som nu ägnades det nationella livet en hastig uppblomstring på en rad olika områden.
Av Karls söner fick Wenzel IV Böhmen och Schlesien, medan Sigismund och Johan fick andra delar av besittningarna. Wenzel var dock inte mogen regentskapet, och under hans tid växte husiterrörelsen sig stark, och efter Jan Hus martyrdöd flammade revolutionen upp. Wenzel IV:s död 1419 förde in landet i ett rent inbördeskrig, de så kallade husiterkrigen. Baselkompaktaterna och Sigismunds erkännande som böhmisk kung blev resultatet av kriget, men de religiösa motsättningarna bestod. Efter Sigismunds död och svärsonen Albrekt ökade oroligheterna, och efter hans död 1439, och kung Vladislavs minderårighet utbröt på nytt inbördeskrig, som 1452 slutade med att utrakvisternas ledare Georg Podiebrad valdes till riksföreståndare, och efter Vladislavs död 1457 till kung av Böhmen 1458. Trots ivriga strävanden att förbättra landets inre tillstånd ledde hans religiösa syn till bannlysning av påven Pius II och slutligen 1468 till krig med Ungerns kung Mattias Corvinus. Georg hade en del framgångar i kriget, men fick inte tillfälle att utnyttja dem före sin död 1471. Efter hans död utsågs Vladislav II av Böhmen och Ungern, som tillhörde den Jagellonska ätten, till Böhmens kung, och efter hans död dennes son Ludvig 1516, då ännu minderårig på tronen. Under Ludvigs minderårighet ökade den böhmiska adeln sin makt. Med Ludvigs tidiga död mot turkarna i slaget vid Mohács utslocknade dynastin.
Ärkehertig Ferdinand av Österrike valdes 1526 till kung av Böhmen. Som gemål till Ludvigs syster Anna framställde han arvsanspråk på såväl Böhmen och Ungern, vilka sedan 1490 varit förenade. Genom honom kom den fram till 1918 varande föreningen mellan Österrike, Böhmen och Ungern i det habsburgska väldet till stånd. Religionen vållade dock fortfarande problem. Under Maximilian II utnyttjade de utrakvistiska ständerna i Böhmen hans friare hållning i religiösa frågor till att 1575 få sin trosbekännelse, den "böhmiska konfessionen" erkänd. I gengäld gav ständerna sitt samtycke till hans son Rudolf II:s kröning. Dennes första tid som regent blev lugn. Visserligen bredde protestantismen ut sig hos adeln och borgarna, men motreformationen började också göra sig gällande. Rudolfs senare försök att ingripa mot protestantismen misslyckades, och han måste 1609 utfärda "majestätsbrevet", där han garanterade ständernas religiösa och politiska rättigheter. Under Rudolfs bror och efterträdare Mattias gjordes nya försök att undertrycka protestantismen, något som slutligen ledde till 30-åriga krigets utbrott. Böhmens 1619 valde kung Fredrik V av Pfalz besegrades redan 1620 i slaget vid Vita berget, och Böhmens frigörelseförsök hade misslyckats. De följande årens förtryck och krigsår ledde till en kraftig ekonomisk nedgång i Böhmen. Efter fredsslutet 1648 stärktes tyskheten i Böhmen genom invandring från det katolska Sydtyskland, och en helt ny adel drog in i landet.
Efter nationell väckelse erhöll det 1848 status av "kronland", med ökat självstyre, och var som sådant en del av dubbelmonarkin Österrike-Ungern. Det var titulärt ett kungarike ända till den habsburgska monarkins fall vid första världskrigets slut.
Under 1800-talet utvecklades Böhmen till ett industriellt centrum i Österrike-Ungern.
Efter första världskriget bildade Böhmen, tillsammans med Mähren, en del av Schlesien och norra delarna av Ungern (som därefter skulle kallas Slovakien och Karpato-Rutenien) den nya staten Tjeckoslovakien. Böhmen blev landets politiska och ekonomiska centrum. Tjeckoslovakien kom (med undantag för åren under tysk ockupation 1939–1945) att bestå till 1992. Efter andra världskriget fördrevs stora delar av den tyskspråkiga befolkningsgruppen.